# Simon Kos
Simon Kos,  slovenski rodoljub, član organizacije TIGR in javni delavec, * 28. oktober 1911, Rut na Tolminskem, † 15. december 1941, Opčine pri Trstu. 
Ime je dobil po očetu Simonu, ki je bil kmet. Njegova mama je bila Lucija Ortar. Osemletno šolanje je opravil doma, zadnji dve leti v italijanskem jeziku. Pomagal je na očetovi kmetiji, razen med vojaščino 1931-32 (pri saniteti) v Firencah in 1934-35 v Messini na Siciliji, kamor je prišel kot rezervist. 
S šestnajstimi leti je bil že knjižničar domačega PD Novi Vrh. Bral je veliko, zlasti zadnja leta, ko je čez mejo pretihotapil veliko novih knjig. V branje je bil zatopljen v odmoru med delom tudi tedaj, ko so ga v torek, 7. oktobra 1940, karabinjerji aretirali in v naglici odpeljali. Rad je prepeval s fanti, svojimi prijatelji. Kot samouk se je kar dobro naučil igrati na brač, mandolino in violino. Bil je dober smučar in odličen planinec. Rad je hodil na izlete, tudi po več dni, v glavnem s kolesom. V opravljanje kmečkih del je od drugod prinesel veliko majhnih sprememb in posodabljal razna orodja. Bil je tudi izurjen pleskar. Dobro je znal pisati slovenščino in italijanščino. 
Bil je splošno priljubljen zaradi svojih značajnih lastnosti in vsestranske razgledanosti. V antifašistični in osvobodilni organizaciji TIGR je bil zelo aktiven, zlasti od leta 1936. Bil je v vodstvu organizacije in je odgovarjal za baško področje. Preko meje je prepeljal na desetine ilegalcev in z onstran meje prinašal knjige, letake, brošure in jih razpečaval po Primorski. S sodelavci je preko meje prinesel tudi nekaj orožja, streliva in radijski oddajnik. Držal je vezi s tigrovci onstran meje in na Tržaškem. Po bližnjih vaseh je ustanavljal celice in jih povezoval med seboj. 
Simon Kos je bil obsojen na smrt Posebnega sodišča za varnost države v nedeljo, 14. decembra 1941, ob 12:45, ki je za t. i. Drugi Tržaški proces zasedalo v Trstu od 2. do 14. decembra istega leta. Obtožnica je obsegala razne prestopke, od gojitve slovenske kulture in jezika, širjenje slovenskega tiska, do oborožene konspiracije proti državi, političnega in vojaškega vohunstva, raznih diverzantskih akcij, nameravane odcepitve slovenskega ozemlja od Italije, priprave na atentat na Mussolinija idr. 
Ustreljen je bil naslednje jutro ob 8:30 na strelišču na Opčinah. V brošuri Poromaj spomin (Trst 1982) sta natisnjeni njegovi neobjavljeni pismi bratu in domačim in pesem Jetniška kronika.